# Poljarny
Poljarny (russisch Поля́рный; bis 1931 Alexandrowsk) ist eine geschlossene Stadt (russisch SATO) in der Oblast Murmansk, Russland. Poljarny hat 17.293 Einwohner (Stand 14. Oktober 2010).

## Geschichte

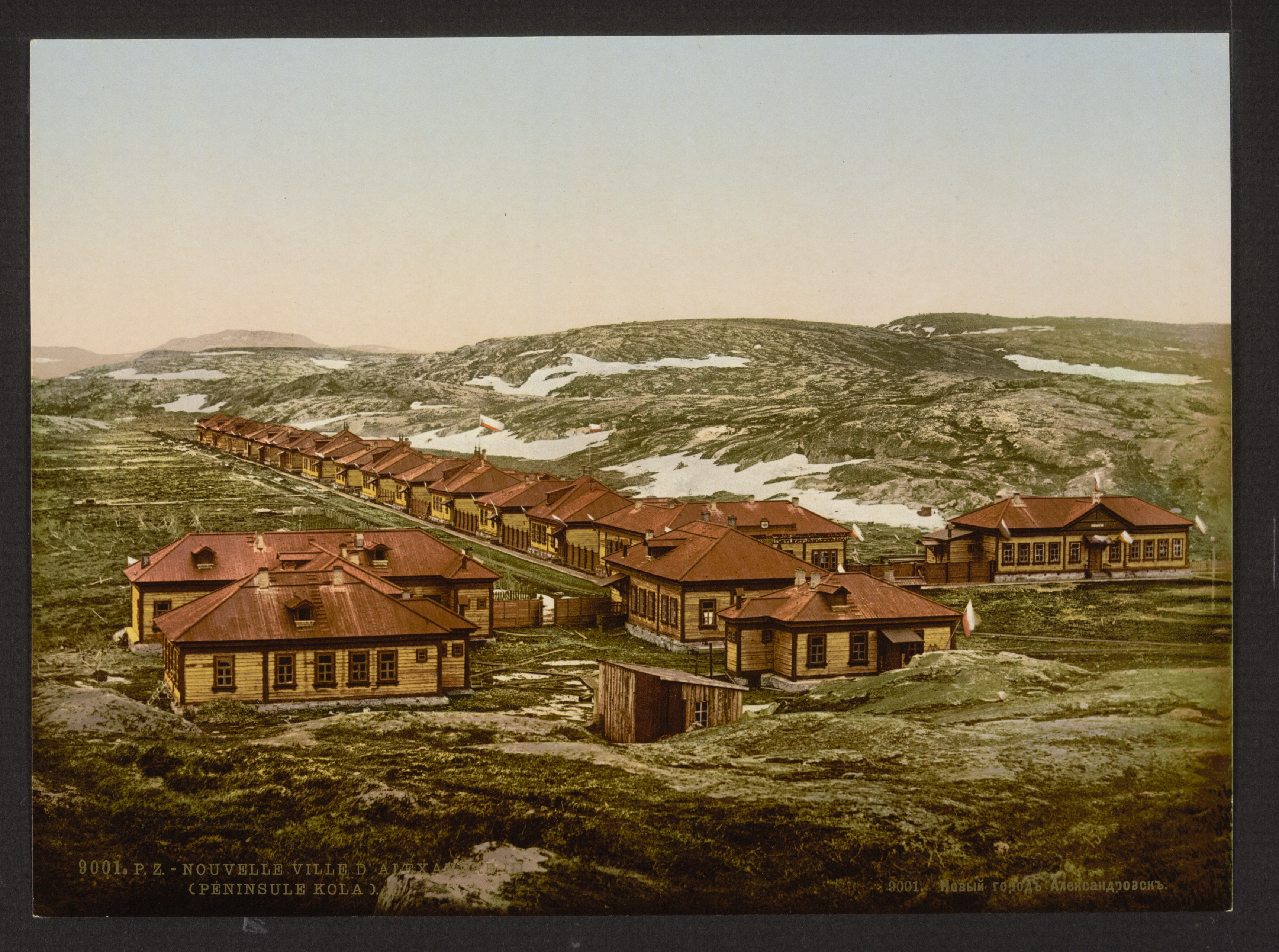
Die neue Siedlung Alexander III (vor 1900)

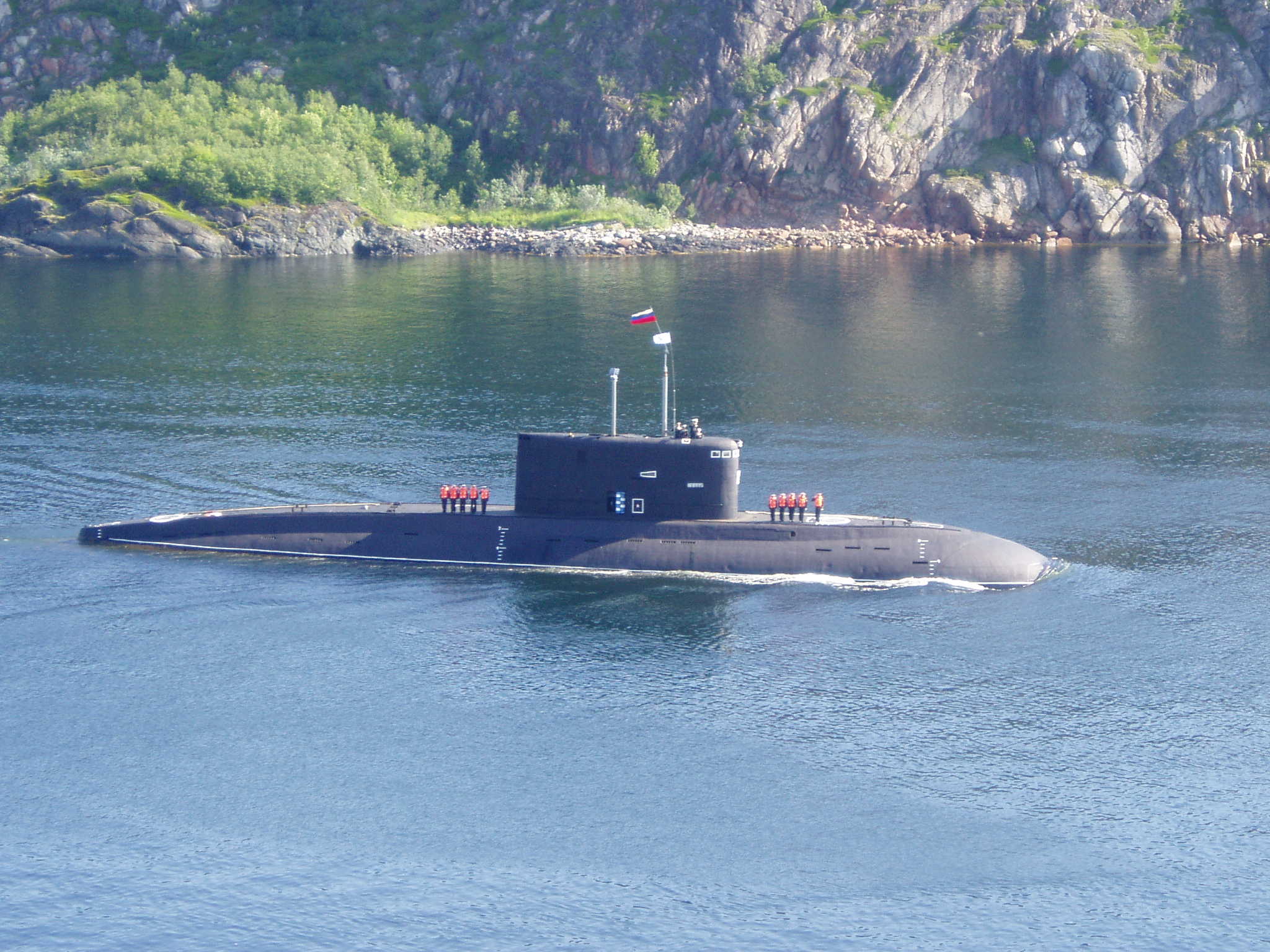
U-Boot der Kilo-Klasse in der Bucht von Poljarny

Der Ort wurde 1896 am Katharinenhafen (russisch Jekaterinskaja gawan), einem wahrscheinlich nach Katharina II. benannten Teil der Kola-Bucht, gegründet. Zu Ehren des Zaren Alexander III. erhielt er den Namen Alexandrowsk. 1899 wurden die Stadtrechte verliehen. 1931 erhielt die Stadt ihren heutigen Namen.
In Poljarny befindet sich die staatliche Russische Schiffswerft Nummer 10 Schkwal, welche u. a. für die Herstellung von nuklearbetriebenen U-Booten verantwortlich war.
Heute liegen in Poljarny eine Reihe von nicht mehr fahrtüchtigen Schiffen und U-Booten (u. a. auch Fahrzeuge mit Nuklearantrieb) der russischen Nordflotte, die nach dem Ende des Kalten Krieges außer Dienst gestellt wurden.
Den alten Namen Alexandrowsk trägt seit 2008 wieder der „geschlossene“ Stadtkreis, zu dem neben Poljarny noch die Städte Gadschijewo und Sneschnogorsk sowie fünf kleinere Ortschaften gehören.

### Bevölkerungsentwicklung
| Jahr | Einwohner |
| ---- | --------- |
| 1959 | 11.354    |
| 1970 | 15.321    |
| 1979 | 20.015    |
| 1989 | 27.635    |
| 2002 | 18.552    |
| 2010 | 17.293    |

Anmerkung: Volkszählungsdaten

## Mediale Rezeption

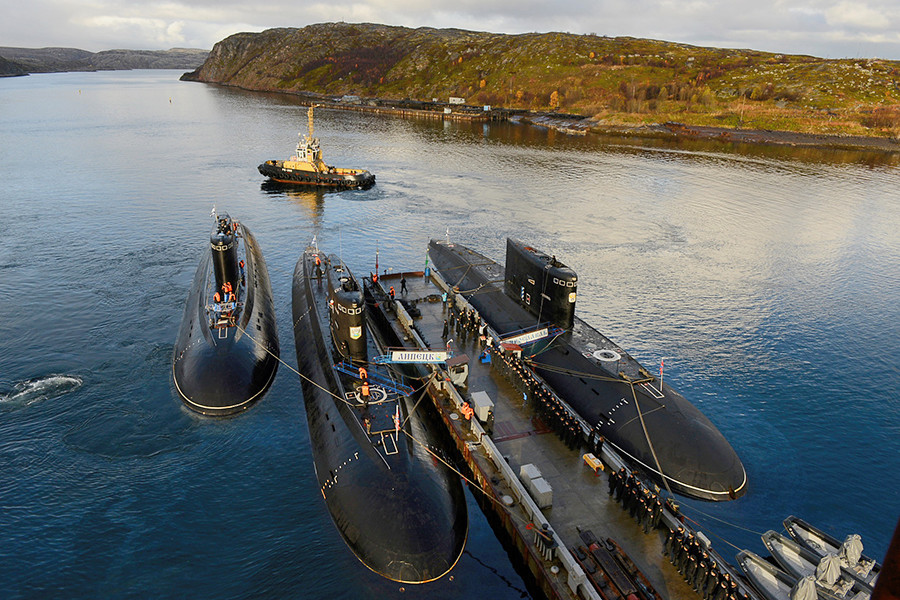
U-Boote (Kilo-Klasse) in der Bucht von Poljyarni

Im US-Spielfilm Jagd auf Roter Oktober aus dem Jahr 1990 sieht man in der ersten Einstellung ein neues sowjetisches Atom-U-Boot in der verschneiten Poliarny-Bucht fahren, nördlich einer sowjetischen U-Boot-Basis und in der Nähe von Murmansk, wie es die Untertitel suggerieren. Auch Teile des US-Spielfilms Hunter Killer von 2018 spielen in der U-Bootbasis Poliarny, die hier Schauplatz eines Militärputsches gegen den russischen Präsidenten ist.